# Bloatware
Bloatware je termín, který označuje tendenci novějších počítačových programů zanechat po své instalaci větší stopu, než je nutné, mít mnoho zbytečných funkcí, které nejsou běžnými uživateli používány, nebo jen všeobecně užívají více systémových prostředků, než je nutné, přestože nabízejí svým uživatelům jen malý nebo žádný užitek. Bloatware je také označován software, který je předinstalovaný na zakoupeném počítači a obvykle se jedná o časově omezené zkušební verze nebo základní o funkce okleštěné či „začátečnické“ verze.
V 70. letech 20. století byli vývojáři softwaru velmi limitováni diskovým prostorem a pamětí. Každý bajt se počítal a mnoho práce bylo věnováno tomu, aby se program vešel do prostoru vytyčeného technickými omezeními. Tato situace je nyní opačná. Za marketingové priority se považuje rychlost tvorby programu a počet přídavných funkcí.
Některé aplikace, jako třeba Mozilla Firefox či Winamp, mají přídavné funkce v pluginech - rozšířeních, která mohou být stažena odděleně od hlavní aplikace. Rozšíření mohou být vytvořena původním tvůrcem programu nebo často třetími stranami. Nabízejí rozšiřující funkce, které by jinak mohly být integrovány přímo v hlavním programu.
Dle studie magazínu PC Pro v listopadu 2009 může bloatware zabrat na jednom počítači až tři gigabyty diskového prostoru a až 600 MB operační paměti. Nejméně své notebooky podle studie zatěžují Samsung, Toshiba a Asus, nejvíce Sony, Acer a HP.
Bloatwarem mohou být také označeny programy, které jsou součástí expresní instalace programu např. antiviru, přitom tento typ instalace volí méně zdatní uživatelé. Nejznámějším může být změna vyhledávače na Ask.com nebo prohlížeč Google Chrome, tento nevítaný způsob instalace nežádoucích programů je často důležitým finančním příjmem pro autora programu, který si uživatel instaluje do svého PC.
Nechtěné aplikace označované za Bloatware se vyskytují i na poli mobilních telefonů s operačním systémem Android od Google. Nejčastěji jsou k vidění na telefonech značky Samsung, Huawei, Asus nebo Xiaomi.[zdroj⁠?!] Předinstalovaný software je pak bezpečnostním rizikem i s ohledem na osobní údaje.
Na mobilních telefonech je ale většina bloatware označena jako "systémové aplikace" - nedají se odinstalovat. Příklad je např. předinstalovaný Facebook na mobilních telefonech značky Samsung. Kvůli tomu, že se bloatware nedá odinstalovat, je většina lidí nespokojena se svým mobilním telefonem (bloatware např. zabírá místo v úložišti které by mohlo být jinak využito uživatelem)